# Vĩnh Hồng
Vĩnh Hồng là một xã thuộc huyện Bình Giang, tỉnh Hải Dương, Việt Nam.
Xã Vĩnh Hồng có diện tích 8,62 km², dân số năm 1999 là 7873 người, mật độ dân số đạt 913 người/km².
Toàn xã có 9 thôn: My Khê, My Thữ, Phục Lễ, Phục Viện, Me Vàng, Lý Dương, Lý Đông, Me Trai, Đỗ Xá
Các trường mầm non, tiểu học, THCS, trạm y tế, bưu điện, UBND xã, các cơ quan hành chính được đặt tại thôn Phục Lễ.

## Cây đa mỹ khê
Đình Bằng Trai là di tích lịch sử văn hóa lâu đời trên địa bàn xã Vĩnh Hồng, huyện Bình Giang, tỉnh Hải Dương. Đình Bằng Trai thờ tướng nhà Đinh Trình An Tể, người theo Vua Đinh Tiên Hoàng dẹp 12 sứ quân, thống nhất đất nước Đại Cồ Việt. Trình An Tể được Vua Đinh Tiên Hoàng phong chức Tể tướng.